# Epidendrum rectopedunculatum
Epidendrum rectopedunculatum är en orkidéart som beskrevs av Charles Schweinfurth. Epidendrum rectopedunculatum ingår i släktet Epidendrum och familjen orkidéer. Inga underarter finns listade i Catalogue of Life.